# Сан-Жозе-ду-Дивину (Минас-Жерайс)
Сан-Жозе-ду-Дивину (порт. São José do Divino) — муниципалитет в Бразилии, входит в штат Минас-Жерайс. Составная часть мезорегиона Вали-ду-Риу-Доси. Входит в экономико-статистический микрорегион Говернадор-Валадарис. Население составляет 3581 человек на 2006 год. Занимает площадь 326,230 км². Плотность населения — 11,0 чел./км².

## История
Город основан 30 декабря 1962 года.

## Статистика
- Валовой внутренний продукт на 2003 год составляет 11 991 835,00 реалов (данные: Бразильский институт географии и статистики).
- Валовой внутренний продукт на душу населения на 2003 год составляет 3232,30 реалов (данные: Бразильский институт географии и статистики).
- Индекс развития человеческого потенциала на 2000 год составляет 0,670 (данные: Программа развития ООН).